# 威廉·J·卡森
威廉·J·卡森（英語：William J. Cason；1924年10月1日—2017年1月4日），是美國的民主黨政治人物，前密苏里州参议院議員。

## 生平
卡森於密苏里州希金斯維爾出生，在哥倫比亞的密苏里大学修讀法学士（1951），1951年投身該州法律界。
1960年起，巴爾杜斯以民主黨黨籍當選為密苏里州参议院第三十一選區代表議員，直到1976年卸任。他在州参议院主要議題包括公民權利、環境保護及婦女權利。